# Зянгиа
Зянгиа (вьет. Gia Nghĩa) — город во Вьетнаме, столица провинции Дакнонг. Статус города (АЕПП) установлен указом правительства 82/2005/NĐ-CP от 27 июня 2005 года. Расположен на расстоянии 253 км от Хошимина и 120 км от города Буонметхуот.

## История
До 1975 года Зянгиа входила в состав провинции Куангдык и состояла из трёх деревень, Нгиадык, Нгиатин и Нгиатхань. После образования провинции Дакнонг территория города состояла из восьми деревень.
В 2005 году Зянгиа получил статус административной единицы первого порядка, по указу правительства 82/2005/NĐ-CP.
В 2015 году, по указу № 209/QD-BXD Министерства строительства Вьетнама городу был присвоен III класс, согласно критериям указа правительства № 42/2009/ND-CP от 7 мая 2009 года. Из 100 возможных баллов, город получил 82,5.

## Географическое положение и климат
Город расположен в южной части провинции Дакнонг, на пересечении шоссе 14 и 28. В 40 км к западу от границы с Камбоджей. Занимает площадь около 286 км², к 2020 году планируется, что город будет занимать площадь около 750 км². Местность холмистая, средняя высота около 580—620 метров над уровнем моря. С севера на юг по городу протекает река Нанг, вокруг города расположено несколько озёр. В окрестностях города находится гидроэлектростанция Дакртих ( Đắk R’tih).
Климат типичный муссонный на тропических плато. Среднегодовая температура 22,4 °C, среднегодовое количество осадков составляет 2496,9 мм, влажность в среднем 85 %. Сезон дождей проходит с апреля по октябрь, сухой сезон с ноября по апрель.
Кроме того, в Зянгиа находится крупное месторождение бокситов, с запасами категории C2, равными 333,688 млн.т бокситов со средним содержанием Al2O3 38,53 %, SiO2 — 9,11 % (в концентрате 47,99 % Al2O3 и 2,58 % SiO2, кремниевый модуль — 18,6). На базе этого месторождения в 2018 году планируется ввод в эксплуатацию завода по производству глинозёма.

## Социальная сфера
В городе проживают представители 21 народности Вьетнама, в основном Мнонги, остальные этические группы мигрировали из соседних Камбоджи и Лаоса, а также из северных провинций. 3 религии (буддизм, католицизм и протестантизм) считаются официальными. В городе находятся 34 школы, в каждой административной единице есть поликлиника.

## Административное деление

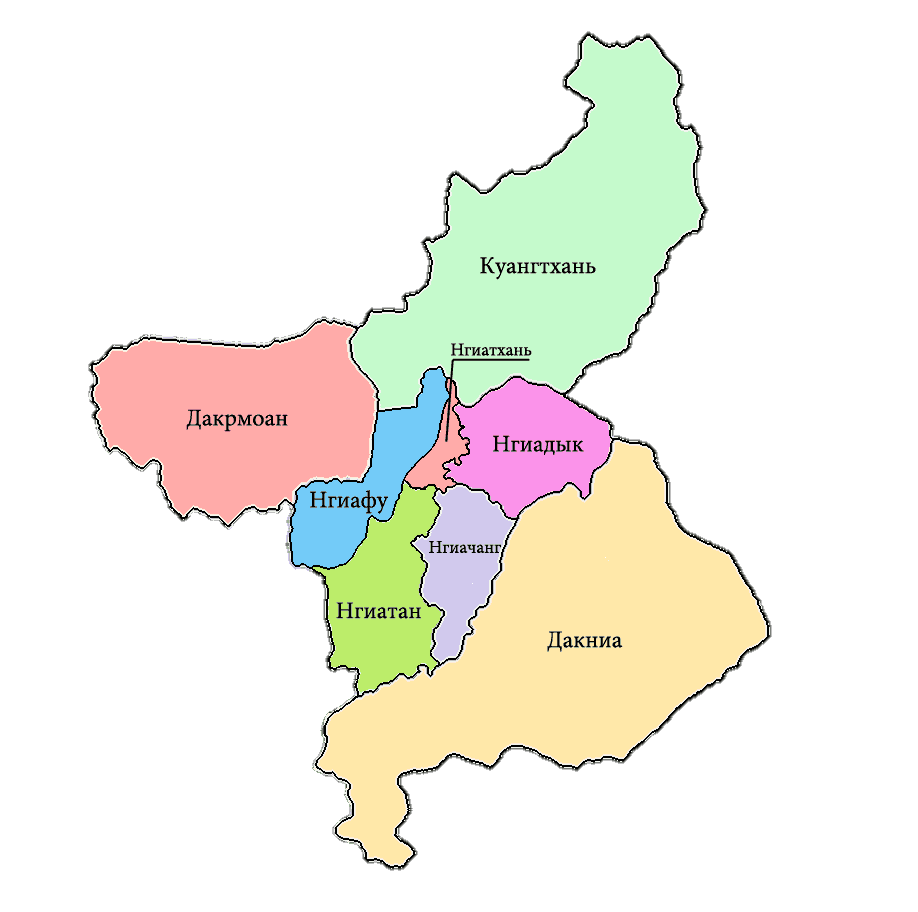
Административное деление Зянгиа

Город делится на 8 административных единиц, из них 5 кварталов и 3 общины, данные приведены согласно документу правительства 82/2005/NĐ-CP:
| Название   | Вьетнамское название | Площадь (км²) | Население (чел.) |
| ---------- | -------------------- | ------------- | ---------------- |
| кварталы   |                      |               |                  |
| Нгиадык    | Nghĩa Đức            | 16,64         | 3926             |
| Нгиатан    | Nghĩa Tân            | 17,28         | 3644             |
| Нгиатхань  | Nghĩa Thành          | 2,86          | 8040             |
| Нгиафу     | Nghĩa Phú            | 13,13         | 2340             |
| Нгиачанг   | Nghĩa Trung          | 14,16         | 6861             |
| общины     |                      |               |                  |
| Дакниа     | Đắk Nia              | 110,38        | 3987             |
| Дакрмоан   | Đắk R’Moan           | 49,56         | 4045             |
| Куангтхань | Quảng Thành          | 147,03        | 4384             |